# Джарилгач (заповідник)
Заповідник «Джарилгач» — колишня природоохоронна територія, що мала статус заповідника від 1927 до 1937 року.

## Історія створення
14 липня 1927 року було ухвалено Постанову РНК УРСР № 172 «Про утворення надморських заповідників по берегах Чорного i Азовського морів», відповідно до якої, з метою «зберегти природу надбережжя Чорного i Азовського морів, зокрема фауну птахів від хижацького знищення їх під час перельоту та гніздування», було створено Надморські заповідники. До складу «заповідників» увійшов і острів Джарилгач. Заповідник «Джарилгач», фактично був окремим відділенням Надморських заповідників. Український комітет охорони пам'яток природи (УКОПП) прагнув створення адміністрацій заповідників та утворення в них служб охорони. Проте не відомо, чи існувала окрема дирекція заповідника «Джарилгач».

## Висловлювання про цінністьострова Джарилгач
Заступник голови УкрНауки Коник, 1929 рік:
|  | Острів Джарилгач разом із західною частиною Тендрівської затоки є найбільшою в усій Європі перелітною станцією водного птаства, місцем гніздування та зимівлі дикої перелітної птиці, яка збирається з цілого простору від Чорного моря й аж до Льодовитого океану. А тому ці місця набувають не лише великого наукового а і великого мисливського значення: тут зимують і зберігаються до весни великі резерви завідських сплодителів дичини для Європейської частини СРСР. |

Керівник групи управління науково-дослідницькими установами Народного комісаріату земельних справ Денисенко, 1929 рік:
|  | Що ж до цінності острова Джарилгач як заповідника, то ця ділянка найпівденнішого степу має характерну рослинність і дає притулок для гніздування і відголовування численних перелітних зграй птахів та є найбільш цінним місцем з островів Чорного моря. |

## Ліквідація
До кінця 1932 року заповідник «Джарилгач» перебував у складі державного заповідника «Асканія-Нова». Від 1 січня 1933 року від «Асканії-Нова» було відокремлено дві частини, що стали самостійними установами: Чорноморський та Азово-Сиваський державні заповідники. До складу Чорноморського заповідника відійшов і Джарилгач.
1937 року більшу частину Джарилгацького відділення виключили зі складу Чорноморського заповідника. Її передали колгоспам Скадовського району для випасу домашньої худоби. Заповідна частина склала на той час лише 982 га (постанова РНК УРСР від 1 липня 1937 року, № 774). 1951 року решту заповідника також передали колгоспам (постанова Ради міністрів УРСР від 25 жовтня 1951 року, № 2738). До 1953 року заповідною залишалась лише західна частина Джарилгацької затоки, потім її також виключили зі складу Чорноморського заповідника.

## Літературні джерела
1. Наукова хроніка // Вісник природознавства, № 3-4, 1927, — С.208
2. Шарлемань М. Охорона природи та збирання відомостей про тварин «пам'ятки природи» // Вивчаймо природу краю: збірник статей про методи вивчання природи та збирання колекцій. — Київ, 1932. — С. 105—112
3. Шарлемань. М. По заповідниках півдня України // Охорона природи на Україні — Харків, 1928. — С. 4-15
4. Шарлемань. Матеріали до орнітофауни острова Джарилгача на Чорному морі (разом із О.Шуммером) //Збірн праць Зоол.муз. — 1930 -№ 8 — С.99-117